# Orestes da Macedônia
Orestes da Macedônia (Grego: Ὀρέστης ὁ Μακεδών) era o filho de Arquelau I e sucessor de seu pai assassinado. Reinou entre 399 a.C.–396 a.C., junto com seu guardião Aéropo II.
Eusébio de Cesareia dá duas listas de reis da Macedônia. Na primeira lista, não aparece o nome de Orestes; na segunda, Orestes reina por três anos, entre dois reis chamados Arquelau (ou entre dois reinados do mesmo Arquelau), reinando por vinte e quatro anos (antecessor) e quatro anos (sucessor).